# Sineugraphe mienshanensis
Sineugraphe mienshanensis là một loài bướm đêm trong họ Noctuidae.